# دادگاه جزا

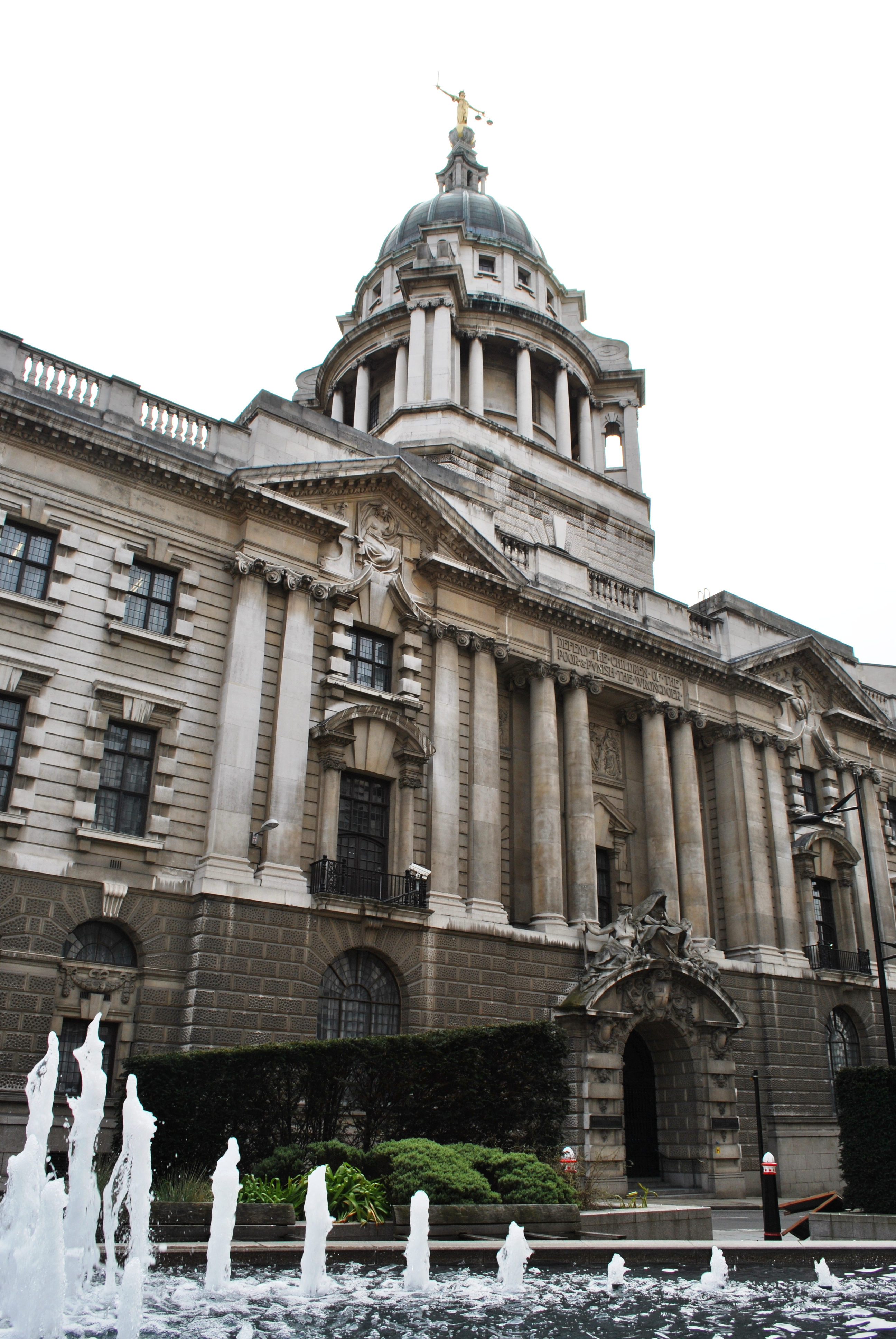
دادگاه جزا در لندن ("اولد بیلی")

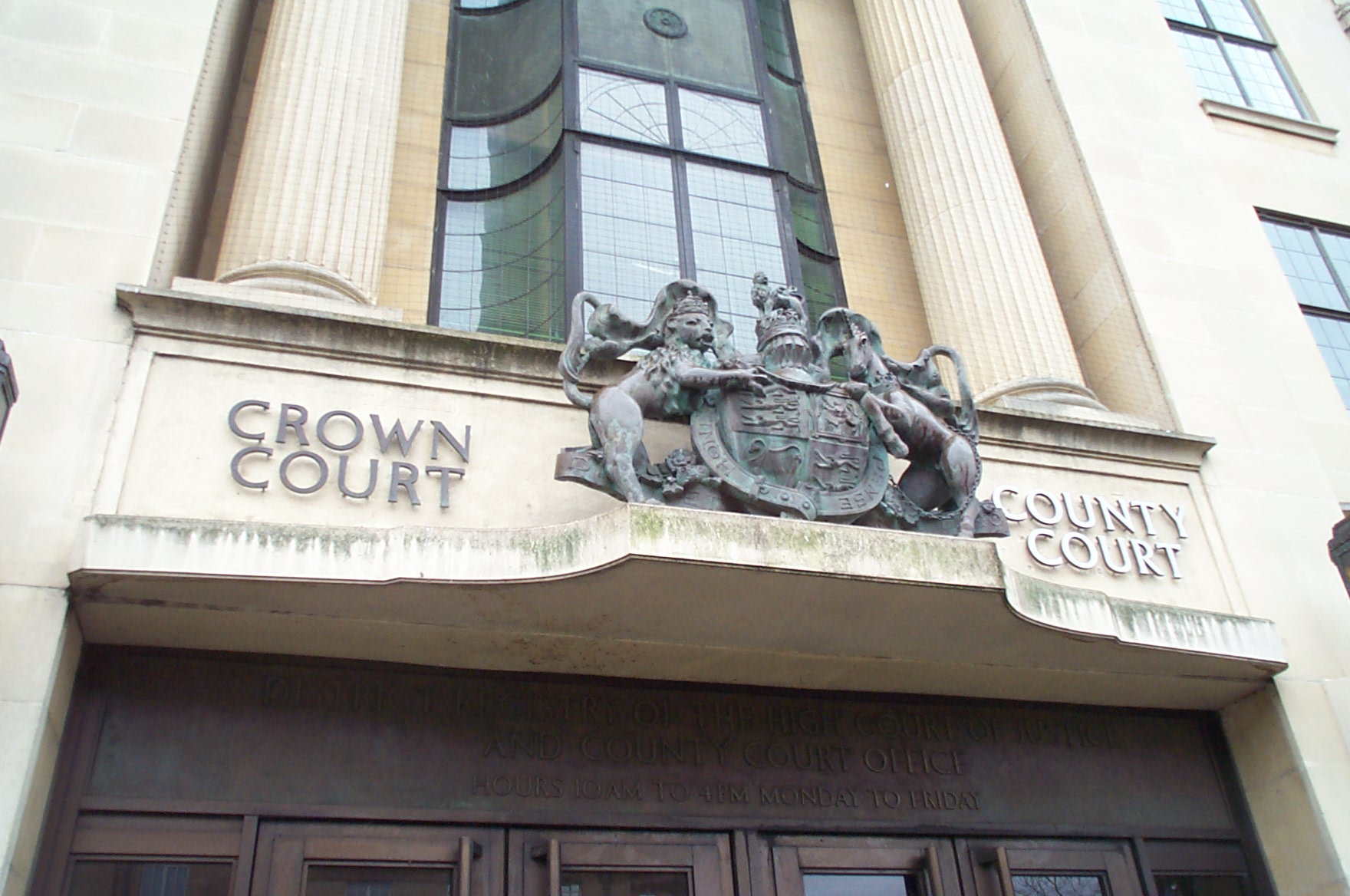
دادگاه جزا و دادگاه ناحیه‌ای در آکسفورد.

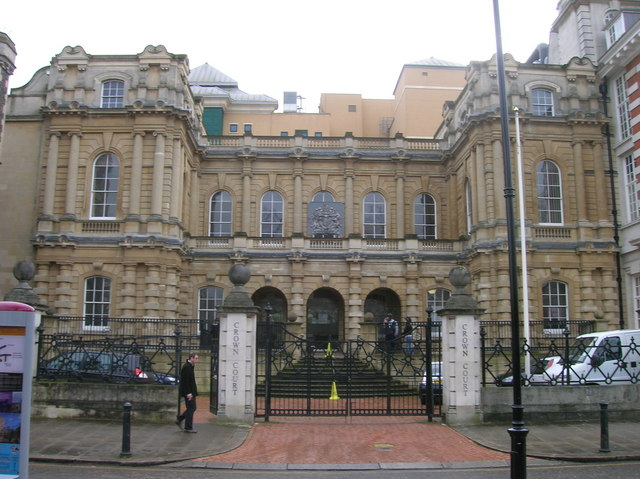
دادگاه جزا در ردینگ، برکشر

دادگاه جزای انگلستان و ولز (انگلیسی: The Crown Court of England and Wales) یا به اختصار دادگاه جزا در کنار دیوان عالی دادگستری و دادگاه تجدیدنظر یکی از سه رکن دادگاه‌های عالی کشور انگلستان و ولز است. این دادگاه عالی‌ترین دادگاه بدوی در نظام حقوق کیفری است، اما در برخی وظایف، در سطح پائین‌تری از دادگاه عالی و دادگاه‌های تابعهٔ آن قرار می‌گیرد.
این دادگاه در ۹۲ ناحیه در انگلستان و ولز شعبه دارد و امور اجرایی و اداری‌اش زیر نظر «دادگاه‌ها و خدمات دادگاهی عُلیاحضرت ملکه» است که هم‌اکنون در ۷ ناحیهٔ میدلندز، شمال شرقی، شمال غربی، جنوب شرقی، جنوب غربی، لندن و ولز فعال است که البته شاخهٔ ولزی این دادگاه را با توجه به اختیارات قانونی قوه مقننه ولز، به‌طور جداگانه در نظر می‌گیرند.
در سیتی لندن، این دادگاه را به نام «دادگاه کیفری مرکزی» می‌شناسند که در منطقهٔ اولد بیلی واقع شده‌است و از طریق مصوبه مجلس برپا شد و مهمترین پرونده‌های جنایی در آنجا بررسی می‌شود.
دادگاه جزا چهار نوع فعالیت اصلی را انجام می‌دهد: تجدیدنظر در تصمیم‌های قاضیان؛ مجازات متهمان محکوم‌شده در دادگاه‌های صلح، محاکمه هیئت منصفه و حکم مجازات متهمانی که در دادگاه جزا محکوم شده‌اند، چه پس از محاکمه یا پس از اعتراف به جرم خود. در آغاز سال ۲۰۱۶ میلادی، میانگین زمانی دریافت پرونده توسط دادگاه جزا تا پایان رسیدن کار، ۱۷۷ روز بود.